# 14 يوليو
- السبت
- الأحد
- الاثنين
- الثلاثاء
- الأربعاء
- الخميس
- الجمعة

- 283 محرم 1447  هـ
- 294 محرم 1447  هـ
- 305 محرم 1447  هـ
- 16 محرم 1447  هـ
- 27 محرم 1447  هـ
- 38 محرم 1447  هـ
- 49 محرم 1447  هـ
- 510 محرم 1447  هـ
- 611 محرم 1447  هـ
- 712 محرم 1447  هـ
- 813 محرم 1447  هـ
- 914 محرم 1447  هـ
- 1015 محرم 1447  هـ
- 1116 محرم 1447  هـ
- 1217 محرم 1447  هـ
- 1318 محرم 1447  هـ
- 1419 محرم 1447  هـ
- 1520 محرم 1447  هـ
- 1621 محرم 1447  هـ
- 1722 محرم 1447  هـ
- 1823 محرم 1447  هـ
- 1924 محرم 1447  هـ
- 2025 محرم 1447  هـ
- 2126 محرم 1447  هـ
- 2227 محرم 1447  هـ
- 2328 محرم 1447  هـ
- 2429 محرم 1447  هـ
- 2530 محرم 1447  هـ
- 261 صفر 1447  هـ
- 272 صفر 1447  هـ
- 283 صفر 1447  هـ
- 294 صفر 1447  هـ
- 305 صفر 1447  هـ
- 316 صفر 1447  هـ
- 17 صفر 1447  هـ

14 يوليو أو 14 تمُّوز أو 14 يوليه أو يوم 14 \ 7 (اليوم الرابع عشر من الشهر السابع) هو اليوم الخامس والتسعون بعد المئة (195) من السنوات البسيطة، أو اليوم السادس والتسعون بعد المئة (196) من السنوات الكبيسة وفقًا للتقويم الميلادي الغربي (الغريغوري). يبقى بعده 170 يوما لانتهاء السنة.

## أحداث
- 1789 - سقوط سجن الباستيل في فرنسا ويعد من أهم احداث الثورة الفرنسية .
- 1937 - التوقيع على معاهدة الحدود المشتركة بين العراق وإيران.
- 1958 - انقلاب عسكري في العراق يطيح بالنظام الملكي، ومقتل الملك فيصل الثاني وأفراد أسرته.
- 1963 - القوات الإسرائيلية تشن هجومًا على الحدود الأردنية بعد سلسلة من العمليات العسكرية نفذتها المقاومة الفلسطينية انطلاقًا من الأراضي الأردنية.
- 1969- اندلاع حرب كرة القدم بين الهندوراس والسلفادور.
- 2002 - نجاة الرئيس الفرنسي جاك شيراك من محاولة اغتيال أثناء استعراض 14 يوليو العسكري.
- 2007 - محادثات بين الأفرقاء اللبنانيين بمستوى الصف الثاني بمشاركة من ممثلين المجتمع المدني تعقد في «سان كلو» بفرنسا وذلك لحل الخلافات بين السياسيين اللبنانيين برعاية فرنسية رسمية ممثلة بوزير الخارجية برنار كوشنار، واستمرت المحادثات ليومين ولم تؤدي إلى نتيجة ملموسة.
- 2008 - المدعي العام في المحكمة الجنائية الدولية لويس مورينو أوكامبو يصدر مذكرة توقيف بحق الرئيس السوداني عمر البشير وذلك لارتكابه جرائم حرب في إقليم دارفور.
- 2011 - بدء احتجاجات الإسكان في إسرائيل والتي تطورت لتصبح أكبر حركة احتجاجات شعبية في تاريخها.
- 2015 - التوصل إلى اتفاق شامل وتاريخي بشأن البرنامج النووي الإيراني بين مجموعة 5+1 وإيران.
- 2016 - وقوع حادث دهس متعمد بشاحنة بمدينة نيس الفرنسية يسفر عن مقتل 84 شخصا وإصابة 202 آخرين.
- 2017 - الشُرطة الإسرائيليَّة تُغلق المسجد الأقصى أمام المُصلين يوم الجُمُعة، لِتكون هذه أوَّل مرَّة مُنذُ سنة 1969 عقب مُحاولة مايكل دينس روهن إحراق المسجد، وذلك بعد عملية إطلاق نار وقعت صباحًا في بيت المقدس أدَّت إلى إصابة ثلاثة من أفراد الشُرطة الإسرائيليَّة.
- 2024 -
  - المنتخب الإسباني لكرة القدم يتوج بلقب بطولة أمم أوروبا للمرة الرابعة في تاريخه بعد فوزه في النهائي على نظيره الإنجليزي بنتيجة 2–1.
  - المنتخب الأرجنتيني لكرة القدم يحقق لقب كوبا أمريكا للمرة الثانية على التوالي والـ16 في تاريخه، بعد فوزه على نظيره الكولومبي بنتيجة 1–0 في النهائي.

## مواليد
- 1454 - أنجلو بوليزيانو، شاعر وكاتب مسرحي إيطالي.
- 1602 - جول مازاران، كردينال ورجل دولة فرنسي.
- 1862 - غوستاف كليمت، رسام نمساوي.
- 1868 - غيرترود بيل، باحثة ومستكشفة بريطانية.
- 1874 - عباس حلمي الثاني، خديوي مصر.
- 1910 - ويليام هانا، منتج ورسام رسوم متحركة أمريكي.
- 1913 - جيرالد فورد، رئيس الولايات المتحدة الثامن والثلاثون.
- 1918 -
  - زكي ناصيف، ملحن ومغني لبناني.
  - إنغمار برغمان، مخرج سويدي.
- 1921 - جوفري ولكنسون، عالم كيمياء إنجليزي حاصل على جائزة نوبل في الكيمياء عام 1973.
- 1935 -
  - ميلان دولينسكي، لاعب كرة قدم تشيكوسلوفاكي.
  - أي إيتشي نيجيشي، عالم كيمياء عضوية ياباني حاصل على جائزة نوبل في الكيمياء عام 2010.
- 1937 - يوشيرو موري، رئيس وزراء اليابان.
- 1942 - خافيير سولانا، سياسي إسباني.
- 1945 -
  - سميرة محسن، ممثلة مصرية.
  - محمد سعيد، عالم مسلم جزائري.
- 1955 - ساندور بوهل، حكم كرة قدم هنغاري.
- 1960 - جين لنتش، ممثل أمريكي.
- 1966 - ماثيو فوكس، ممثل أمريكي.
- 1971 - هاوارد ويب، حكم كرة قدم إنجليزي.
- 1977 - الأميرة فيكتوريا، ولية العهد في السويد.
- 1981 - خالد عزيز، لاعب كرة قدم سعودي.
- 1984 - نيلمار، لاعب كرة قدم برازيلي.
- 1987 - آدم جونسون، لاعب كرة قدم إنجليزي.
- 1988 - جايمس فاغان، لاعب كرة قدم إنجليزي.

## وفيات
- 1200 - ابن البراق الأندلسي، عالم مسلم وشاعر أندلسي.
- 1223 - فيليب الثاني، ملك فرنسا.
- 1742 - ريتشارد بنتلي، ثيولوجي إنجليزي.
- 1827 - أوغستان-جان فرينل، عالم فيزياء فرنسي.
- 1881 - هنري مكارتي، أمريكي خارج عن القانون.
- 1944 - أسمهان، مغنية سورية.
- 1954 - خاثينتو بينافينتي، أديب إسباني حاصل على جائزة نوبل في الأدب عام 1922.
- 1958 - فيصل الثاني، ملك العراق.
- 1958 - عبد الإله بن علي الهاشمي، سياسي عراقي.
- 1990 - عمر أبو ريشة، شاعر سوري.
- 2007 -
  - إبراهيم الأسود بنحمادي، قصاص ومثقف تونسي.
  - خالد نصرة، شاعر وصحفي فلسطيني.
- 2012 - محمد البساطي، أديب مصري.
- 2021 -
  - ممنون حسين، رئيس باكستان.
  - كورت فيسترجارد، رسَّام كاريكاتيري دنماركي.
- 2022 - كمال عيد، مخرج مسرحي مصري.

## أعياد ومناسبات
- اليوم الوطني في فرنسا، والاحتفال بسقوط سجن الباستيل رمز الظلم أثناء العهد الملكي والقيام بإستعراض 14 يوليو العسكري.
- عيد الجمهورية في العراق.

## وصلات خارجية
- وكالة الأنباء القطريَّة: حدث في مثل هذا اليوم.
- النيويورك تايمز: حدث في مثل هذا اليوم.
- BBC: حدث في مثل هذا اليوم.